# Diskografie Jay-Z
Diskografie amerického rappera Jay-Z.

## Alba

### Studiová alba
| Rok  | Album                                                                                                | Nejvyšší umístění v hitparádě | Nejvyšší umístění v hitparádě | Nejvyšší umístění v hitparádě | Nejvyšší umístění v hitparádě | Nejvyšší umístění v hitparádě | Ocenění                                                          |
| Rok  | Album                                                                                                | US 200                        | US Hip-Hop                    | US Rap                        | UK                            | CAN                           | Ocenění                                                          |
| ---- | --- | ----------------------------- | ----------------------------- | ----------------------------- | ----------------------------- | ----------------------------- | ---------------------------------------------------------------- |
| 1996 | Reasonable Doubt - Vydáno: 25. června 1996 - Vydavatel: Roc-A-Fella, Priority                        | 23                            | 3                             | 21                            | -                             | -                             | US: platinové UK: stříbrné                                       |
| 1997 | In My Lifetime, Vol. 1 - Vydáno: 4. listopadu 1997 - Vydavatel: Roc-A-Fella, Def Jam                 | 3                             | 2                             | *                             | -                             | -                             | US: platinové                                                    |
| 1998 | Vol. 2... Hard Knock Life - Vydáno: 29. září 1998 - Vydavatel: Roc-A-Fella, Def Jam                  | 1                             | 1                             | *                             | -                             | 13                            | US: 5x platinové CAN: platinové UK: stříbrné                     |
| 1999 | Vol. 3... Life and Times of S. Carter - Vydáno: 28. prosince 1999 - Vydavatel: Roc-A-Fella, Def Jam  | 1                             | 1                             | *                             | -                             | 8                             | US: 3x platinové CAN: zlaté UK: stříbrné                         |
| 2000 | The Dynasty: Roc La Familia - Vydáno: 25. října 2000 - Vydavatel: Roc-A-Fella, Def Jam               | 1                             | 1                             | *                             | -                             | 5                             | US: 2x platinové UK: stříbrné                                    |
| 2001 | The Blueprint - Vydáno: 11. září 2001 - Vydavatel: Roc-A-Fella, Def Jam                              | 1                             | 1                             | 21                            | 30                            | 3                             | US: 2x platinové CAN: platinové UK: zlaté                        |
| 2002 | The Blueprint²: The Gift & The Curse - Vydáno: 12. listopadu 2002 - Vydavatel: Roc-A-Fella, Def Jam  | 1                             | 1                             | *                             | 23                            | 8                             | US: 3x platinové CAN: 2x platinové UK: zlaté                     |
| 2003 | The Black Album - Vydáno: 14. listopadu 2003 - Vydavatel: Roc-A-Fella, Def Jam                       | 1                             | 1                             | 10                            | 34                            | -                             | US: 3x platinové CAN: platinové UK: platinové                    |
| 2006 | Kingdom Come - Vydáno: 21. listopadu 2006 - Vydavatel: Roc-A-Fella, Def Jam                          | 1                             | 1                             | 1                             | 35                            | 6                             | US: 2x platinové CAN: platinové UK: zlaté                        |
| 2007 | American Gangster - Vydáno: 6. listopadu 2007 - Vydavatel: Roc-A-Fella, Def Jam                      | 1                             | 1                             | 1                             | 30                            | 3                             | US: platinové UK: stříbrné                                       |
| 2009 | The Blueprint 3 - Vydáno: 8. září 2009 - Vydavatel: Roc Nation, Atlantic                             | 1                             | 1                             | 1                             | 4                             | 1                             | US: platinové CAN: platinové UK: platinové AUS: zlaté IRE: zlaté |
| 2013 | Magna Carta... Holy Grail - Vydáno: 9. července 2013 - Vydavatel: Roc-A-Fella, Roc Nation, Universal | 1                             | 1                             | 1                             | 1                             | 1                             | US: 2x platinové UK: zlaté CAN: platinové                        |
| 2017 | 4:44 - Vydáno: 30. června 2017 - Vydavatel: Roc Nation                                               | 1                             | 1                             | 1                             | 3                             | 1                             | US: platinové                                                    |

### Kompilační alba
| Rok  | Album                                                                                                | Nejvyšší umístění v hitparádě | Nejvyšší umístění v hitparádě | Nejvyšší umístění v hitparádě | Certifikace  |
| Rok  | Album                                                                                                | US 200                        | US Hip-Hop                    | UK                            | Certifikace  |
| ---- | --- | ----------------------------- | ----------------------------- | ----------------------------- | ------------ |
| 2001 | Jay-Z: Unplugged - Vydáno: 18. prosince 2001 - Vydavatel: Def Jam                                    | 31                            | 8                             | -                             | US: zlatá    |
| 2002 | Chapter One: Greatest Hits - Vydáno: 11. března 2002 - Vydavatel: BMG, Northwestside                 | -                             | -                             | -                             |              |
| 2003 | The Blueprint 2.1 - Vydáno: 8. dubna 2003 - Vydavatel: Roc-A-Fella, Def Jam                          | 17                            | 6                             | -                             | US: zlatá    |
| 2003 | Bring It On: The Best of Jay-Z - Vydáno: 25. listopadu 2003 - Vydavatel: BMG, Camden                 | -                             | -                             | -                             |              |
| 2006 | Greatest Hits - Vydáno: 25. září 2006 - Vydavatel: Sony BMG                                          | -                             | -                             | 84                            |              |
| 2009 | The Blueprint Collector's Edition - Vydáno: 11. září 2009 - Vydavatel: Roc-A-Fella, Def Jam          | 30                            | 6                             | -                             |              |
| 2010 | Jay-Z: The Hits Collection, Volume One - Vydáno: 22. listopadu 2010 - Vydavatel: Roc Nation, Def Jam | 43                            | 11                            | 20                            | UK: stříbrná |

### Spolupráce
| Rok  | Album | Nejvyšší umístění v hitparádě | Nejvyšší umístění v hitparádě | Nejvyšší umístění v hitparádě | Nejvyšší umístění v hitparádě | Certifikace                                                  |
| Rok  | Album | US 200                        | US Hip-Hop                    | UK                            | CAN                           | Certifikace                                                  |
| ---- | --- | ----------------------------- | ----------------------------- | ----------------------------- | ----------------------------- | ------------------------------------------------------------ |
| 1998 | Streets Is Watching OST (s Roc-A-Fella Rec.) - Vydáno: 5. května 1998 - Vydavatel: Roc-A-Fella, Def Jam           | 27                            | 3                             | -                             | -                             | US: platinová                                                |
| 2002 | The Best of Both Worlds (s R. Kelly) - Vydáno: 26. března 2002 - Vydavatel: Roc-A-Fella, Def Jam                  | 2                             | 1                             | -                             | 19                            | US: platinová                                                |
| 2004 | Unfinished Business (s R. Kelly) - Vydáno: 26. října 2004 - Vydavatel: Roc-A-Fella, Def Jam                       | 1                             | 1                             | 61                            | -                             | US: platinová                                                |
| 2004 | Collision Course (s Linkin Park) - Vydáno: 30. listopadu 2004 - Vydavatel: Roc-A-Fella, Def Jam                   | 1                             | 3                             | 15                            | 6                             | US: platinová UK: platinová CAN: 2x platinová AUS: platinová |
| 2011 | Watch the Throne (s Kanye West) - Vydáno: 8. srpna 2011 - Vydavatel: Roc-A-Fella, Roc Nation, Def Jam             | 1                             | 1                             | 3                             | 1                             | US: platinová CAN: platinová UK: platinová AUS: zlatá        |
| 2018 | Everything Is Love (s Beyoncé) - Vydáno: 16. června 2018 - Vydavatel: Parkwood, S. Carter, Sony Music, Roc Nation | 2                             | 1                             | 5                             | 4                             |                                                              |

## Singlografie

### Solo
| Rok  | Název písně                                                  | Pozice v mezinárodních žebříčcích | Pozice v mezinárodních žebříčcích | Pozice v mezinárodních žebříčcích | Pozice v mezinárodních žebříčcích | Pozice v mezinárodních žebříčcích | Certifikace                    | Album                                 |
| Rok  | Název písně                                                  | US 100                            | US Hip-Hop                        | US Rap                            | CAN                               | UK                                | Certifikace                    | Album                                 |
| ---- | ------------------------------------------------------------ | --------------------------------- | --------------------------------- | --------------------------------- | --------------------------------- | --------------------------------- | ------------------------------ | ------------------------------------- |
| 1996 | "Ain't No Nigga" (ft. Foxy Brown) / "Dead Presidents"        | 50                                | 17                                | 4                                 | -                                 | 31                                | US: zlatá                      | Reasonable Doubt                      |
| 1996 | "Can't Knock the Hustle" (ft. Mary J. Blige)                 | 73                                | 35                                | 7                                 | -                                 | 30                                |                                | Reasonable Doubt                      |
| 1997 | "Feelin' It" (ft. Mecca)                                     | 79                                | 46                                | 13                                | -                                 | -                                 |                                | Reasonable Doubt                      |
| 1997 | "Who You Wit II"                                             | 84                                | 25                                | 18                                | -                                 | 65                                |                                | In My Lifetime, Vol. 1                |
| 1997 | "(Always Be My) Sunshine" (ft. Babyface a Foxy Brown)        | 95                                | 37                                | 16                                | -                                 | 25                                |                                | In My Lifetime, Vol. 1                |
| 1998 | "The City Is Mine" (ft. BLACKstreet)                         | 52                                | 37                                | 14                                | -                                 | 38                                |                                | In My Lifetime, Vol. 1                |
| 1998 | "It's Alright" (ft. Memphis Bleek)                           | 61                                | 32                                | 9                                 | -                                 | -                                 |                                | Streets Is Watching OST               |
| 1998 | "Love for Free"                                              | 86                                | 28                                | -                                 | -                                 | -                                 |                                | Streets Is Watching OST               |
| 1998 | "Can I Get A..." (ft. Amil a Ja Rule)                        | 19                                | 6                                 | 22                                | 36                                | 24                                | US: zlatá                      | Vol. 2... Hard Knock Life             |
| 1998 | "Hard Knock Life (Ghetto Anthem)"                            | 15                                | 10                                | 2                                 | 7                                 | 2                                 | US: zlatá UK: stříbrná         | Vol. 2... Hard Knock Life             |
| 1999 | "Jigga What, Jigga Who" (ft. Jaz-O a Amil)                   | 84                                | 23                                | -                                 | -                                 | -                                 |                                | Vol. 2... Hard Knock Life             |
| 1999 | "Jigga My Nigga"                                             | 28                                | 6                                 | 2                                 | -                                 | -                                 |                                | Vol. 3... Life and Times of S. Carter |
| 1999 | "Girl's Best Friend" (ft. Mashonda)                          | 52                                | 19                                | -                                 | -                                 | -                                 |                                | Vol. 3... Life and Times of S. Carter |
| 1999 | "Do It Again (Put Ya Hands Up)" (ft. Beanie Sigel a Amil)    | 65                                | 17                                | 9                                 | -                                 | -                                 |                                | Vol. 3... Life and Times of S. Carter |
| 2000 | "Big Pimpin'" (ft. UGK)                                      | 18                                | 6                                 | 3                                 | -                                 | 29                                | US: platinová                  | Vol. 3... Life and Times of S. Carter |
| 2000 | "Hey Papi" (ft. Memphis Bleek a Amil)                        | 28                                | 6                                 | 2                                 | -                                 | -                                 |                                | Nutty Professor II: The Klumps OST    |
| 2000 | "I Just Wanna Love U (Give It 2 Me)"                         | 11                                | 1                                 | 4                                 | -                                 | 17                                |                                | The Dynasty: Roc La Familia           |
| 2001 | "Change the Game" (ft. Beanie Sigel, Memphis Bleek a Static) | 86                                | 29                                | 10                                | -                                 | -                                 |                                | The Dynasty: Roc La Familia           |
| 2001 | "Guilty Until Proven Innocent" (ft. R. Kelly)                | 82                                | 29                                | 12                                | -                                 | -                                 |                                | The Dynasty: Roc La Familia           |
| 2001 | "Izzo (H.O.V.A.)"                                            | 8                                 | 4                                 | 7                                 | -                                 | 21                                | US: zlatá                      | The Blueprint                         |
| 2001 | "Girls, Girls, Girls"                                        | 17                                | 4                                 | 9                                 | -                                 | 11                                |                                | The Blueprint                         |
| 2002 | "'03 Bonnie & Clyde" (ft. Beyoncé)                           | 4                                 | 5                                 | 2                                 | 4                                 | 2                                 | US: zlatá                      | The Blueprint2: The Gift & the Curse  |
| 2002 | "Excuse Me Miss"                                             | 8                                 | 1                                 | 2                                 | 8                                 | 17                                |                                | The Blueprint2: The Gift & the Curse  |
| 2003 | "Change Clothes"                                             | 10                                | 6                                 | 4                                 | -                                 | 32                                |                                | The Black Album                       |
| 2004 | "Dirt Off Your Shoulder"                                     | 5                                 | 3                                 | 2                                 | -                                 | 12                                | US: platinová                  | The Black Album                       |
| 2004 | "99 Problems"                                                | 30                                | 26                                | 10                                | -                                 | 12                                | US: platinová UK: stříbrná     | The Black Album                       |
| 2006 | "Show Me What You Got"                                       | 8                                 | 3                                 | 4                                 | -                                 | 38                                | US: zlatá                      | Kingdom Come                          |
| 2006 | "Lost One" (ft. Chrisette Michele)                           | 58                                | 19                                | 10                                | -                                 | -                                 |                                | Kingdom Come                          |
| 2007 | "Hollywood" (ft. Beyoncé)                                    | 99                                | 56                                | 21                                | -                                 | -                                 |                                | Kingdom Come                          |
| 2007 | "Blue Magic" (ft. Pharrell)                                  | 55                                | 31                                | 17                                | 69                                | -                                 |                                | American Gangster                     |
| 2007 | "Roc Boys (And the Winner Is)..."                            | 63                                | 15                                | 8                                 | -                                 | 117                               |                                | American Gangster                     |
| 2009 | "D.O.A. (Death of Auto-Tune)"                                | 24                                | 43                                | 15                                | -                                 | 79                                |                                | The Blueprint 3                       |
| 2009 | "Run This Town" (ft. Kanye West a Rihanna)                   | 2                                 | 3                                 | 1                                 | 6                                 | 1                                 | US: 3x platinová UK: zlatá     | The Blueprint 3                       |
| 2009 | "Empire State of Mind" (ft. Alicia Keys)                     | 1                                 | 1                                 | 1                                 | 3                                 | 2                                 | US: 5x platinová UK: platinová | The Blueprint 3                       |
| 2009 | "On to the Next One" (ft. Swizz Beatz)                       | 37                                | 9                                 | 5                                 | 58                                | 38                                |                                | The Blueprint 3                       |
| 2010 | "Young Forever" (ft. Mr. Hudson)                             | 10                                | 86                                | 16                                | 21                                | 10                                | UK: stříbrná                   | The Blueprint 3                       |
| 2013 | "Holy Grail" (ft. Justin Timberlake)                         | 4                                 | 2                                 | 1                                 | 13                                | 7                                 | US: 4x platinová UK: zlatá     | Magna Carta... Holy Grail             |
| 2013 | "Tom Ford"                                                   | 39                                | 11                                | 8                                 | -                                 | 164                               | US: platinová                  | Magna Carta... Holy Grail             |
| 2014 | "Part II (On the Run)" (ft. Beyoncé)                         | 77                                | 19                                | 15                                | -                                 | 93                                | US: zlatá                      | Magna Carta... Holy Grail             |
| 2017 | "4:44"                                                       | 35                                | 15                                | 11                                | 69                                | 73                                |                                | 4:44                                  |
| 2017 | "Bam" (ft. Damian Marley)                                    | 47                                | 21                                | 16                                | -                                 | 76                                |                                | 4:44                                  |
| 2018 | "Family Feud" (ft. Beyoncé)                                  | 51                                | 22                                | 17                                | -                                 | -                                 |                                | 4:44                                  |

### Spolupráce
| Rok  | Název písně                                               | Pozice v mezinárodních žebříčcích | Pozice v mezinárodních žebříčcích | Pozice v mezinárodních žebříčcích | Certifikace                                   | Album                   |
| Rok  | Název písně                                               | US 100                            | US Hip-Hop                        | US Rap                            | Certifikace                                   | Album                   |
| ---- | --------------------------------------------------------- | --------------------------------- | --------------------------------- | --------------------------------- | --------------------------------------------- | ----------------------- |
| 2002 | "Take You Home with Me (A.K.A. Body)" (s R. Kelly)        | 84                                | 41                                | 5                                 |                                               | The Best of Both Worlds |
| 2004 | "Big Chips" (s R. Kelly)                                  | 39                                | 17                                | 14                                |                                               | Unfinished Business     |
| 2004 | "Numb/Encore" (s Linkin Park)                             | 20                                | 94                                | -                                 |                                               | Collision Course        |
| 2010 | "Stranded (Haiti Mon Amour)" (s Bono, The Edge a Rihanna) | 16                                | -                                 | -                                 |                                               | Hope for Haiti Now      |
| 2011 | "H•A•M" (s Kanye West)                                    | 23                                | 24                                | 15                                |                                               | Watch the Throne        |
| 2011 | "Otis" (s Kanye West (ft. Otis Redding))                  | 12                                | 2                                 | 2                                 | US: 2x platinová UK: stříbrná CAN: zlatá      | Watch the Throne        |
| 2011 | "Niggas in Paris" (s Kanye West)                          | 5                                 | 1                                 | 1                                 | US: 6x platinová CAN: platinová UK: platinová | Watch the Throne        |
| 2011 | "Gotta Have It" (s Kanye West)                            | 69                                | 14                                | 13                                | US: platinová                                 | Watch the Throne        |
| 2012 | "No Church in the Wild" (s Kanye West (ft. Frank Ocean))  | 72                                | 31                                | 20                                | US: platinová                                 | Watch the Throne        |
| 2018 | "Apeshit" (s Beyoncé)                                     | 13                                | 9                                 | 8                                 |                                               | Everything Is Love      |
| 2018 | "Summer" (s Beyoncé)                                      | 84                                | —                                 | —                                 |                                               | Everything Is Love      |

### Další písně v hitparádách
| Rok  | Název písně                               | Pozice v mezinárodních žebříčcích | Pozice v mezinárodních žebříčcích | Pozice v mezinárodních žebříčcích | Album                     |
| Rok  | Název písně                               | US 100                            | US Hip-Hop                        | US Rap                            | Album                     |
| ---- | ----------------------------------------- | --------------------------------- | --------------------------------- | --------------------------------- | ------------------------- |
| 2001 | "Jigga That Nigga"                        | 66                                | 27                                | 7                                 | The Blueprint             |
| 2006 | "Kingdom Come"                            | 98                                | 52                                | -                                 | Kingdom Come              |
| 2011 | "Who Gon Stop Me" (s Kanye West)          | 44                                | -                                 | -                                 | Watch the Throne          |
| 2013 | "FuckWithMeYouKnowIGotIt" (ft. Rick Ross) | 64                                | 24                                | 18                                | Magna Carta... Holy Grail |
| 2013 | "Oceans" (ft. Frank Ocean)                | 83                                | 30                                | 22                                | Magna Carta... Holy Grail |
| 2013 | "Picasso Baby"                            | 91                                | 34                                | 25                                | Magna Carta... Holy Grail |
| 2013 | "Crown"                                   | 100                               | 38                                | -                                 | Magna Carta... Holy Grail |
| 2017 | "The Story of O.J."                       | 23                                | 10                                | 7                                 | 4:44                      |
| 2017 | "Kill Jay Z"                              | 55                                | 23                                | 18                                | 4:44                      |
| 2017 | "Smile" (ft. Gloria Carter)               | 56                                | 24                                | 19                                | 4:44                      |
| 2017 | "Caught Their Eyes" (ft. Frank Ocean)     | 63                                | 29                                | 22                                | 4:44                      |
| 2017 | "Moonlight"                               | 86                                | 39                                | —                                 | 4:44                      |
| 2017 | "Marcy Me"                                | 90                                | 40                                | —                                 | 4:44                      |

### Hostující
- 1996 – Foxy Brown – "I'll Be" (ft. Jay-Z)
- 1998 – Jermaine Dupri – "Money Ain't a Thang" (ft. Jay-Z)
- 1999 – Mariah Carey – "Heartbreaker" (ft. Jay-Z)
- 2001 – R. Kelly – "Fiesta Remix" (ft. Jay-Z a Boo & Gotti)
- 2003 – Panjabi MC – "Beware of The Boys (Mundian To Bach Ke)" (ft. Jay-Z)
- 2003 – Pharrell – "Frontin'" (ft. Jay-Z)
- 2003 – Beyoncé – "Crazy in Love" (ft. Jay-Z)
- 2006 – Beyoncé – "Déjà Vu" (ft. Jay-Z)
- 2007 – Rihanna – "Umbrella" (ft. Jay-Z)
- 2008 – T.I. – "Swagga Like Us" (ft. Jay-Z, Lil Wayne a Kanye West)
- 2010 – Usher – "Hot Tottie" (ft. Jay-Z)
- 2010 – Kanye West – "Monster" (ft. Jay-Z, Rick Ross, Bon Iver, & Nicki Minaj)
- 2012 – Rihanna – "Talk That Talk" (ft. Jay-Z)
- 2012 – GOOD Music – "Clique" (ft. Jay-Z)
- 2013 – Justin Timberlake - "Suit & Tie" (ft. Jay-Z)
- 2013 – Beyoncé – "Drunk in Love" (ft. Jay-Z)
- 2016 – Drake – "Pop Style" (ft. Jay-Z a Kanye West)
- 2016 – DJ Khaled – "I Got Keys" (ft. Jay-Z a Future)
- 2017 – DJ Khaled – "Shining" (ft. Beyoncé a Jay-Z)